# جنیفر پارخا
جنیفر پارخا (اسپانیایی: Jennifer Pareja‎؛ زادهٔ ۸ مهٔ ۱۹۸۴) بازیکن واترپلو اهل اسپانیا است.